# 無限動物救援組織
無限動物救援組織（Animal Aid Unlimited，簡稱AAU）成立於西元2002年。其總部位於拉賈斯坦邦烏代浦市，為一家於印度進行動物救援的非政府組織。該組織負責搜救及治療患病、受傷、受困或需要緊急醫療救護的動物。   自從該組織開始於印度YouTube頻道Animal Aid Unlimited上傳救援影片後，在全球獲得了不少知名度。截至2022年5月，他們的YouTube頻道已有741萬訂閱數。此頻道最熱門的影片包括《救出在高速公路上受傷且流著血的驢子》、《一條溺水狗，從絕望到希望》及《在堅硬的焦油中受困了數小時，救出的小狗》等，分別計有144、78和4,600萬次點閱。

## 創始經歷
於2002年，無限動物救援組織由Erika、Jim及Claire Abrams Myers等人於美國西雅圖創立 。於2003年，他們建立了動物救援醫院。 截至2020年，有100名員工於拉加斯坦邦烏代浦市及其周邊地區，致力於動物救援、治療及福利。 

## 外部連結
- 官方網站 （页面存档备份，存于）
- 無限動物救援組織YouTube官方頻道 （页面存档备份，存于）